# Прилиманська сільська рада
Прилима́нська сільська́ ра́да — колишня адміністративно-територіальна одиниця та орган місцевого самоврядування в Овідіопольському районі Одеської області. Адміністративний центр — село Прилиманське.

## Загальні відомості
Прилиманська сільська рада утворена в 1953 році.
- Територія ради: 15,525 км²
- Населення ради: 3 844 особи (станом на 2001 рік)

## Населені пункти
Сільській раді були підпорядковані населені пункти:
- с. Прилиманське

## Населення
Згідно з переписом УРСР 1989 року чисельність наявного населення сільської ради становила 5581 особа, з яких 2586 чоловіків та 2995 жінок.
За переписом населення України 2001 року в сільській раді мешкала 3851 особа.

### Мова
Розподіл населення за рідною мовою за даними перепису 2001 року:
| Мова       | Відсоток |
| ---------- | -------- |
| українська | 73,39 %  |
| російська  | 24,04 %  |
| молдовська | 0,65 %   |
| болгарська | 0,57 %   |
| гагаузька  | 0,39 %   |
| білоруська | 0,16 %   |
| єврейська  | 0,03 %   |
| інші       | 0,77 %   |

## Склад ради
Рада складається з 18 депутатів та голови.
- Голова ради: Баштан Михайло Володимирович
- Секретар ради: Кравченко Людмила Павлівна

### Керівний склад попередніх скликань
| Прізвище, ім'я, по батькові  | Основні відомості                                                         | Дата обрання | Дата звільнення |
| ---------------------------- | ------------------------------------------------------------------------- | ------------ | --------------- |
| Ропотан Валерій Петрович     | Сільський голова, 1951 року народження, безпартійний                      | 26.03.2006   | 21.08.2008      |
| Баштан Михайло Володимирович | Сільський голова, 1957 року народження, освіта вища, безпартійний         | 15.03.2009   | 31.10.2010      |
| Баштан Михайло Володимирович | Сільський голова, 1957 року народження, освіта вища, член Партії регіонів | 31.10.2010   | 25.10.2015      |

Примітка: таблиця складена за даними сайту Верховної Ради України

### Депутати
За результатами місцевих виборів 2010 року депутатами ради стали:

#### За суб'єктами висування
| Суб'єкт висування | Кількість обраних депутатів | %  |
| ----------------- | --------------------------- | -- |
| Партія регіонів   | 8                           | 40 |
| Самовисування     | 8                           | 40 |
| Партія «Родина»   | 3                           | 15 |
| Народна партія    | 1                           | 5  |

#### За округами
| № округу        | Прізвище, ім'я, по батькові      | Дата визнання обраним | Освіта             | Партійна приналежність             | Відомості про обраного депутата                |
| --------------- | -------------------------------- | --------------------- | ------------------ | ---------------------------------- | ---------------------------------------------- |
| Народна Партія  |                                  |                       |                    |                                    |                                                |
| 12              | Шевченко Валентина Іванівна      | 14.11.2010            | середня спеціальна | член Народної партії               | Прилиманська сільська рада, бухгалтер          |
| Партія регіонів |                                  |                       |                    |                                    |                                                |
| 3               | Поліщук Лілія Єгорівна           | 01.11.2010            | середня спеціальна | член Партії регіонів               | Прилиманська загальноосвітня школа, завгосп    |
| 4               | Смогарьов Юрій Павлович          | 01.11.2010            | вища               | член Партії регіонів               | пенсіонер                                      |
| 6               | Ушканова Галина Венедиктівна     | 01.11.2010            | середня            | член Партії регіонів               | приватний підприємець                          |
| 11              | Григоренко Олександр Миколайович | 01.11.2010            | вища               | член Партії регіонів               | Прилиманська загальноосвітня школа, вчитель    |
| 13              | Марченко Ганна Анатоліївна       | 01.11.2010            | вища               | член Партії регіонів               | Прилиманська загальноосвітня школа, вчитель    |
| 15              | Куценко Валерій Якович           | 01.11.2010            | середня спеціальна | член Партії регіонів               | будинок культури, директор                     |
| 18              | Носенко Ольга Борисівна          | 01.11.2010            | вища               | член Партії регіонів               | приватний підприємець                          |
| 20              | Гордієнко Ольга Вікторівна       | 01.11.2010            | незакінчена вища   | член Партії регіонів               | «Автомобіліст», голова спілки                  |
| Партія «РОДИНА» |                                  |                       |                    |                                    |                                                |
| 2               | Перун Зінаїда Яківна             | 01.11.2010            | середня спеціальна | позапартійна                       | КУГКЛ № 1, медсестра                           |
| 5               | Ісачкова Оксана Валеріївна       | 01.11.2010            | вища               | член Партії «РОДИНА»               | Прилиманська загальноосвітня школа, вчитель    |
| 10              | Шкодовська Інна Петрівна         | 01.11.2010            | середня спеціальна | член Партії «РОДИНА»               | КУГКЛ № 1, медсестра                           |
| Самовисування   |                                  |                       |                    |                                    |                                                |
| 1               | Петренко Олександр Васильович    | 01.11.2010            | середня            | позапартійний                      | ООО «Промринок»                                |
| 7               | Кравченко Людмила Павлівна       | 01.11.2010            | незакінчена вища   | позапартійна                       | Прилиманська сільська рада, секретар виконкому |
| 8               | Хмарюк Олег Вікторович           | 01.11.2010            | середня спеціальна | позапартійний                      | приватний підприємець                          |
| 9               | Перун Роман Петрович             | 01.11.2010            | середня спеціальна | член Партії регіонів               | приватний підприємець                          |
| 14              | Васильєва Світлана Олександрівна | 01.11.2010            | вища               | член Соціалістичної партії України | Прилиманська загальноосвітня школа, вчитель    |
| 16              | Катаєва Ольга Євгенівна          | 01.11.2010            | вища               | позапартійна                       | приватний підприємець                          |
| 17              | Гуменко Дмитро Анатолійович      | 01.11.2010            | вища               | позапартійний                      | «Спецпожсервіс»                                |
| 19              | Барбос Іван Андрійович           | 01.11.2010            | середня спеціальна | позапартійний                      | приватний підприємець                          |